# Yushania mitis
Yushania mitis är en gräsart som beskrevs av Tong Pei Yi. Yushania mitis ingår i släktet yushanior, och familjen gräs. Inga underarter finns listade i Catalogue of Life.